# Slagelse In-Line Klub
Slagelse In-line Klub (forkortet SIK) er en dansk rulleskøjteklub, stiftet i oktober 1996 af Claus Hechmann, hvilket gør den til landets ældste inline klub. Klubben er blandt de førende i Danmark indenfor inline speed skating-sammenhæng.
I 2006 modtog klubben en gave af Slagelse Kommune, der valgte at opføre et rulleskøjtestadion. Stadionet har en 200 meter lang parabolsk beton bane med hævede sving, samt en 271 m lang asfaltbane udenom. Banen er en kopi af rulleskøjtebanen i Heerde, Holland.
Klubben har gennem tiderne haft stor succes, med blandt andet EM-sølv i 2007 og en lang række danske mesterskaber.[kilde mangler]